# Elpersheim
Elpersheim ist ein Stadtteil von Weikersheim im Main-Tauber-Kreis im fränkisch geprägten Nordosten Baden-Württembergs.

## Geographie
Elpersheim befindet sich an einem flachen Hang auf der linken Tauberseite, wo sich das mit unregelmäßigem Grundriss erstreckt. Zur Gemarkung der ehemaligen Gemeinde Elpersheim gehören das Dorf Elpersheim (⊙), der Gewerbepark Tauberhöhe (auch Wohnplatz Kreuzstraße) (⊙) sowie die abgegangenen Ortschaften Bolzhausen, Mutzenbronn, Reicheltzheim und Taubersberg.

## Geschichte

### Mittelalter
Das Dorf wurde 1219/20 erstmals urkundlich als Elpershaim erwähnt. Diese Bezeichnung stammt wohl von einem Personennamen ab. Ein örtlicher Adel (hohenlohische Lehensleute), welcher der ältesten Siedlungsschicht angehörig sein dürfte, ist vorübergehend zwischen 1223 und 1367 urkundlich belegt. Ulrich von Wahrberg (bei Herrieden, Mittelfranken) verkaufte den Ort Elpersheim im Jahre 1260 mit allen Rechten an Jutta von Schillingsfürst-Röttingen. Für diesen Kauf gab Schenk Walter von Limpurg seine Zustimmung. Im Jahre 1262 übergab Jutta von Schillingsfürst-Röttingen ihren ganzen Besitz an Elpersheim dem Prämonstratenserinnenkloster Schäftersheim. Durch die Reformation gelangten diese Güter wiederum an den Schirmherrn des Klosters, die Hohenlohe. Diese hatten schon zuvor (1219/20) Besitz und besaßen 1251/71 in Elpersheim lehenbare Güter. Auch ein Viertel an der Vogtei, das Konrad von Weinsberg im Jahre 1423 an den Pfalzgrafen Otto verpfändete, stammte wohl aus dem Erbe seiner ersten Gemahlin Anna von Hohenlohe-Brauneck. Dieses Viertel fiel wieder an Hohenlohe. Der Rest der Grundherrschaft war wohl im Besitz des Stiftes Neumünster in Würzburg.

### Neuzeit
Das Dorf war einst mit Wall und Graben befestigt und hatte zwei Tore, die im 19. Jahrhundert abgerissen wurden. Im Jahre 1582 zerstörte ein Großbrand über 20 Wohngebäude, dutzende Scheunen und einige Keltern. Seuchenjahre mit fast 300 Todesfällen gab es in den Jahren 1584 und 1626. Elpersheim gehörte zum hohenlohischen Amt und zur Zehnt Weikersheim. Im Jahre 1806 gelangte der Ort an Württemberg. Seit 1809 gehörte Elpersheim zum Oberamt Mergentheim und seit 1938 zum Landkreis Mergentheim, der 1973 im Main-Tauber-Kreis aufging.
Im Zuge der Gemeindegebietsreform in Baden-Württemberg wurde am 1. März 1972 die bis dahin selbstständige Gemeinde Elpersheim in die Stadt Weikersheim eingemeindet.

### Einwohnerentwicklung
Die Bevölkerung von Elpersheim entwickelte sich wie folgt:
| Jahr | Bevölkerung |
| ---- | ----------- |
| 1961 | 819         |
| 1970 | 836         |
| 2011 | 951         |

## Politik
Die Blasonierung des Elpersheimer Wappens lautet: Halb gespalten und geteilt; oben vorne in Schwarz ein rotbewehrter und rotbezungter wachsender goldener Löwe, hinten von Gold und Schwarz gerautet, unten in Blau der silberne Großbuchstabe E.

## Religion
Die katholische Kirchengemeinde Elpersheim ist eine Filiale der katholischen Kirchengemeinde Zum kostbaren Blut in Weikersheim.
Die Evangelische Kirchengemeinde Elpersheim umfasst den Stadtteil Elpersheim der Stadt Weikersheim. Sie gehört zur Evangelischen Verbundkirchengemeinde Schäftersheim-Elpersheim-Markelsheim-Nassau und wird vom Pfarramt Schäftersheim betreut. Die Kirchengemeinde besitzt auch ein Gemeindehaus und ist Träger eines Kindergartens.

## Kultur und Sehenswürdigkeiten

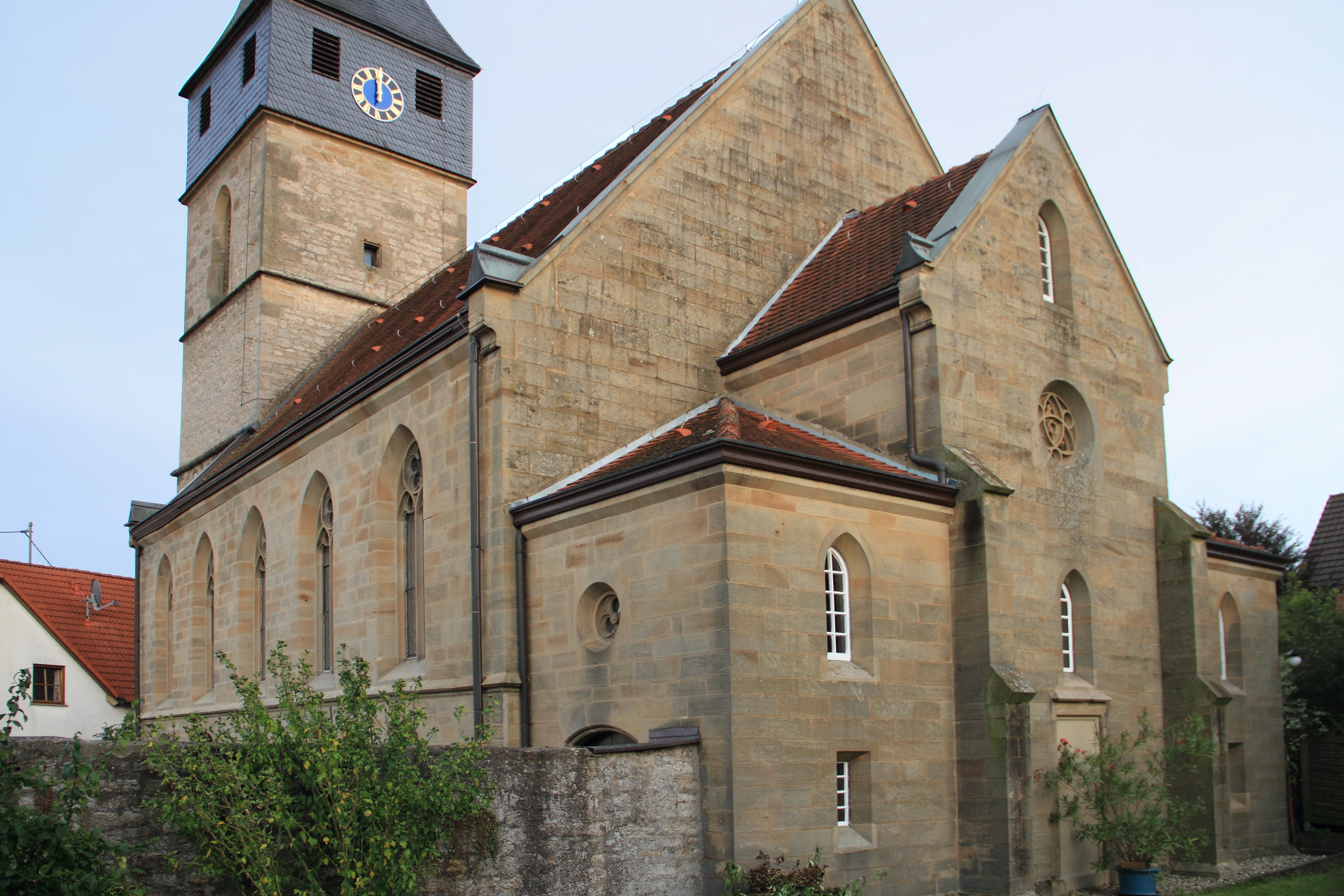
Evangelische Kirche Elpersheim

### Evangelische Kirche
Im Ortskern befindet sich die evangelische Kirche, an der man mit der Spätromanik und der Gotik zwei Stilrichtungen erkennen kann. Die Kirche wurde im 12. Jahrhundert romanisch erbaut. Der Turm wurde 1588 gotisch erhöht. Das Kirchenschiff wurde 1881 wegen Baufälligkeit abgebrochen und durch einen neugotischen  Neubau ersetzt. Ein  Seitenportal ist mit der Jahreszahl 1881 bezeichnet.

### Gedenkstätte

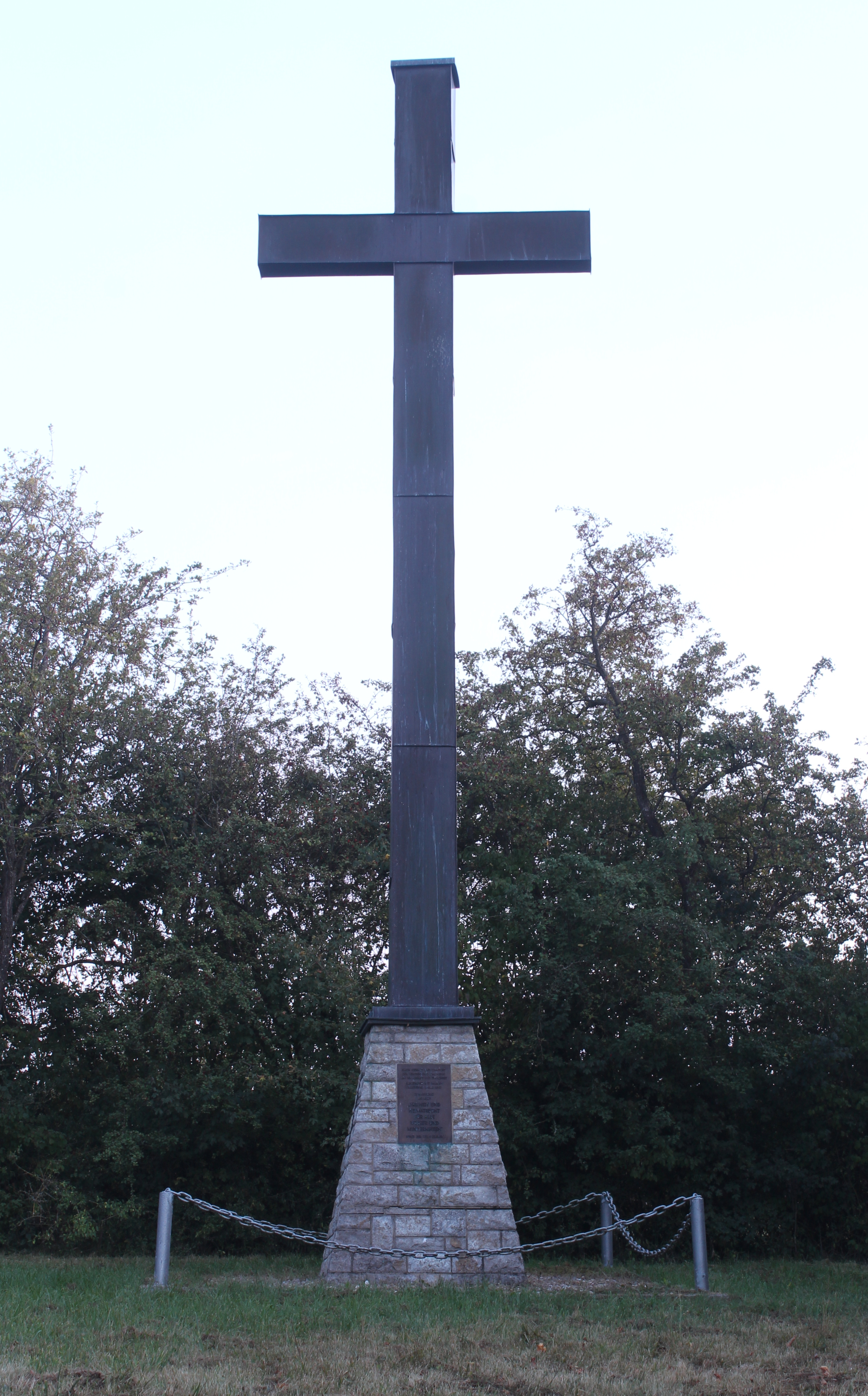
Kreuz der Gedenkstätte Elpersheim

Südöstlich von Elpersheim, auf der Tauberhöhe, befindet sich eine Gedenkstätte für die im Zweiten Weltkrieg vertriebenen Deutschen. Sie besteht aus einem 7,5 Meter hohen Kreuz mit 2,5 Meter langen Querbalken.

### Ortswall
Elpersheim war einst von einem Ortswall umgeben. Es führten insgesamt drei Tore in den Ort: Das untere Tor an der Tauberbrücke, das Mühltor an der Mühlgasse und das obere Tor Richtung Pfitzingen. Im Jahre 1820 wurde das letzte Tor abgebrochen, wobei auch heute noch Teile des ehemaligen Wallgrabens erhalten sind.

### Untere Mühle
Die ehemalige Untere Mühle an der Tauber in Elpersheim ist ein zweiflügeliger, zweigeschossiger verputzter Massivbau. An der Ostseite befinden sich Fachwerkgiebel und Obergeschoßerker. Daneben besteht ein südliches Supraportenrelief mit Mühlrad, das mit der Jahreszahl 1924 bezeichnet ist. Die bauzeitliche Mühlentechnik ist noch erhalten. Eine zeitgleich errichtete, parallel stehende Stallscheune in Mischbauweise und eine im Jahre 1907 errichtete, querständige massive Scheune ergänzen den Komplex, der als Sachgesamtheit unter Denkmalschutz steht.

### Naherholung
Im Jahre 2018 wurde ein Tauberstrand mit Kneipp-Anlage angelegt.

### Rad- und Wanderwege
Elpersheim liegt am Taubertalradweg.

## Wirtschaft und Infrastruktur

### Bildung
Im Ort befindet sich die Astrid-Lindgren-Grundschule Elpersheim.

### Verkehr

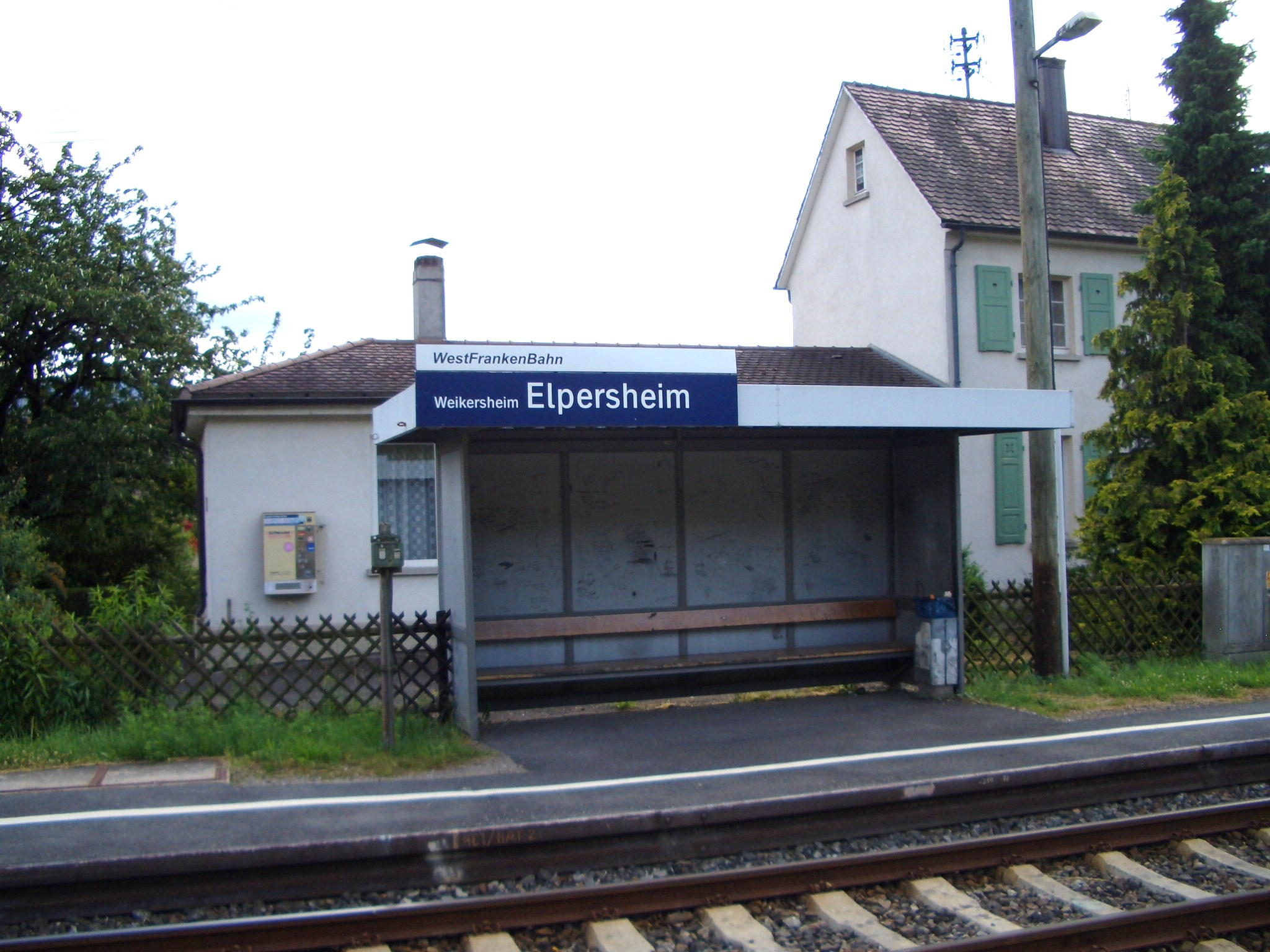
Haltepunkt Elpersheim an der Bahnstrecke Crailsheim–Königshofen

Elpersheim ist aus östlicher und westlicher Richtung jeweils über die L 2251 und aus südöstlicher Richtung über die K 2853 zu erreichen, diese wird im Ort als Deutschordenstraße bezeichnet und führt zur L 2251.
Die Bahnstrecke Crailsheim–Königshofen hat einen Haltepunkt in Elpersheim.

### Weinanbau
Elpersheim ist für seine aromatischen Weine bekannt. Der Weinbau wird in Markelsheim, begünstigt durch ertragreiche Böden, bereits seit etwa 1000 Jahren betrieben und trug maßgeblich zum Wohlstand der Bewohner bei. Eine Rebflurbereinigung fand im Jahre 1969 statt. Dabei wurden im Gewann Steckenhäldle sieben Hektar neue Weinberge mit asphaltierten Wegen angelegt. Alljährlich findet im August ein Weinfest am Dorfbrunnen statt.

### Wohnen und Bauen
Im Westen und im Süden wurden in den Gewannen Heerweg (1969) sowie Vordere Leitenäcker (1976) Neubaugebiete erschlossen. Ein aktuelles Wohnbaugebiet befindet sich im Bereich Leitenäcker Süd in leichter Hanglage am südlichen Ortsrand von Elpersheim.